# Wimbledon Championships 1961
Die 75. Auflage der Wimbledon Championships fand 1961 auf dem Gelände des All England Lawn Tennis and Croquet Club an der Church Road statt.
Zur Feier des 75. Jubiläum des Turniers gab die Präsidentin des All England Club, Prinzessin Marina, ein Dinner, an dem 38 ehemalige Sieger teilnahmen.

## Herreneinzel
Bei den Herren errang Rod Laver seinen ersten Titel.

## Dameneinzel
Im ersten rein britischen Damenfinale seit 1914 besiegte Angela Mortimer Christine Truman in  drei Sätzen.

## Herrendoppel
Im Herrendoppel siegten Roy Emerson und Neale Fraser.

## Damendoppel
Im Damendoppel gewannen Karen Hantze-Susman und Billie Jean Mofitt den Titel.

## Mixed
Im Mixed waren Lesley Turner und Fred Stolle erfolgreich.

## Quelle
- J. Barrett: Wimbledon: The Official History of the Championships. Harper Collins Publishers, London 2001, ISBN 0-00-711707-8.